# Kırkpınar, Kulu
Kırkpınar là một thị trấn thuộc huyện Kulu, tỉnh Konya, Thổ Nhĩ Kỳ. Dân số thời điểm năm 2011 là 2.106 người.